# Horacio de la Peña
Horacio de la Peña (ur. 1 sierpnia 1966 w Buenos Aires) – argentyński tenisista i trener tenisa, reprezentant w Pucharze Davisa.

## Kariera tenisowa
Karierę zawodową Horacio de la Peña rozpoczął w 1984 roku, a zakończył w 1994 roku. W grze pojedynczej wywalczył cztery tytuły rangi ATP World Tour oraz osiągnął dwa finały.
W grze podwójnej Argentyńczyk zwyciężył w sześciu imprezach o randze ATP World Tour i doszedł do pięciu finałów.
Startując w grze mieszanej doszedł w 1989 roku do finału French Open.
W 1986, 1987, 1989 i 1993 roku reprezentował Argentynę w Pucharze Davisa, rozgrywając łącznie dwanaście meczów, z których w siedmiu zwyciężył.
De la Peña w rankingu gry pojedynczej najwyżej był na 31. miejscu (6 kwietnia 1987), a w klasyfikacji gry podwójnej na 53. pozycji (22 kwietnia 1991).
Po zakończeniu kariery tenisowej Horacio de la Peña zajął się karierą trenerską. Przez siedem lat, do 2001 roku, współpracował m.in. z Franco Squillarim, a następnie, w latach 2001–2006, z Fernando Gonzálezem.

### Finały w turniejach ATP World Tour
| Nazwa                        |
| ---------------------------- |
| Wielki Szlem                 |
| Igrzyska olimpijskie         |
| ATP Tour World Championships |
| ATP Masters Series           |
| ATP Championship Series      |
| ATP World Series             |

#### Gra pojedyncza (4–2)
| Końcowy wynik | Nr | Data             | Turniej   | Nawierzchnia | Przeciwnik       | Wynik finału       |
| ------------- | -- | ---------------- | --------- | ------------ | ---------------- | ------------------ |
| Zwycięzca     | 1. | 28 kwietnia 1985 | Marbella  | Ceglana      | Lawson Duncan    | 6:0, 6:3           |
| Finalista     | 1. | 13 kwietnia 1986 | Bari      | Ceglana      | Kent Carlsson    | 5:7, 7:6, 5:7      |
| Finalista     | 2. | 6 listopada 1988 | São Paulo | Twarda       | Jay Berger       | 4:6, 4:6           |
| Zwycięzca     | 2. | 28 maja 1989     | Florencja | Ceglana      | Goran Ivanišević | 6:4, 6:3           |
| Zwycięzca     | 3. | 5 sierpnia 1990  | Kitzbühel | Ceglana      | Karel Nováček    | 6:4, 7:6, 2:6, 6:2 |
| Zwycięzca     | 4. | 18 kwietnia 1993 | Charlotte | Ceglana      | Jaime Yzaga      | 3:6, 6:3, 6:4      |

#### Gra podwójna (6–5)
| Końcowy wynik | Nr | Data                 | Turniej      | Nawierzchnia | Partner        | Przeciwnicy                   | Wynik finału  |
| ------------- | -- | -------------------- | ------------ | ------------ | -------------- | ----------------------------- | ------------- |
| Finalista     | 1. | 22 listopada 1987    | Buenos Aires | Ceglana      | Jay Berger     | Tomás Carbonell Sergio Casal  | walkower      |
| Zwycięzca     | 1. | 6 listopada 1988     | São Paulo    | Twarda       | Jay Berger     | Ricardo Acuña Javier Sánchez  | 5:7, 6:4, 6:3 |
| Zwycięzca     | 2. | 17 czerwca 1990      | Florencja    | Ceglana      | Sergi Bruguera | Luiz Mattar Diego Pérez       | 3:6, 6:3, 6:4 |
| Finalista     | 2. | 30 września 1990     | Palermo      | Ceglana      | Carlos Costa   | Sergio Casal Emilio Sánchez   | 3:6, 4:6      |
| Zwycięzca     | 3. | 14 kwietnia 1991     | Barcelona    | Ceglana      | Diego Nargiso  | Boris Becker Eric Jelen       | 3:6, 7:6, 6:4 |
| Zwycięzca     | 4. | 22 marca 1992        | Casablanca   | Ceglana      | Jorge Lozano   | Ģirts Dzelde T.J. Middleton   | 2:6, 6:4, 7:6 |
| Finalista     | 3. | 26 lipca 1992        | Kitzbühel    | Ceglana      | Vojtěch Flégl  | Sergio Casal Emilio Sánchez   | 1:6, 2:6      |
| Zwycięzca     | 5. | 20 września 1992     | Kolonia      | Ceglana      | Gustavo Luza   | Ronnie Båthman Libor Pimek    | 6:7, 6:0, 6:2 |
| Finalista     | 4. | 4 października 1992  | Palermo      | Ceglana      | Vojtěch Flégl  | Johan Donar Ola Jonsson       | 7:5, 3:6, 4:6 |
| Finalista     | 5. | 28 lutego 1993       | Meksyk       | Ceglana      | Jorge Lozano   | Leonardo Lavalle Jaime Oncins | 6:7, 4:6      |
| Zwycięzca     | 6. | 10 października 1993 | Ateny        | Ceglana      | Jorge Lozano   | Royce Deppe John Sullivan     | 3:6, 6:1, 6:2 |